# Csendes-óceáni Közösség
A csendes-óceáni államok nagy részét tömörítő szervezetet azzal a céllal alapították, hogy elősegítse a térség államainak szociális és gazdasági fejlődését, fenntartsa a csendes-óceáni régió kulturális, etnikai és nyelvi sokszínűségét. A közösség politikamentes szervezet, a technikai segítségnyújtás és kutatás tartozik az elsődleges feladatai közé. A 22 csendes-óceáni ország és függő terület mellett a szervezet tagja 5 egykori gyarmattartó is.

## Alapító országok
A közösséget 1947-ben alapította a következő 6 ország:
- Amerikai Egyesült Államok
- Ausztrália
- Egyesült Királyság (kilépett, 2004)
- Franciaország
- Hollandia (kilépett, 1962)
- Új-Zéland

## További tagországok
| Amerikai Szamoa · Cook-szigetek · Fidzsi-szigetek · Francia Polinézia | Guam · Kiribati · Marshall-szigetek · Mikronézia | Nauru · Új-Kaledónia · Niue · Északi-Mariana-szigetek | Palau · Pápua Új-Guinea · Pitcairn-szigetek · Szamoa | Salamon-szigetek · Tokelau-szigetek · Tonga · Tuvalu | Vanuatu · Wallis és Futuna |

## Logók
- 1960
- 1970
- 2016